# Hilda Farfante Gayo
Hilda Farfante Gayo   (Bisuyu, 1931) és una mestra espanyola, activista de la memòria històrica.

## Biografia
Nascuda a Besullo, parròquia de Cangas del Narcea. És filla de Balbina Gayo,i de Ceferino Farfante, tot dos mestres i membres de les missions pedagògiques que portaven la cultura a les zones rurals. Poc després de l'inici de la Guerra Civil, el 8 de setembre de 1936, la mare va ser detinguda pels falangistes quan anava a inaugurar el curs de l'escola i el dia següent va ser detingut el pare quan va anar a interessar-se per la seva dona. Tots dos van ser afusellats el dia 10 per una columna de requetès de Galícia, que recolzaven els sollevats franquistes. El cos del seu pare va ser precipitat per un barranc i la mare enterrada en un indret desconegut d'una cuneta.
Davant de l'amenaça dels feixistes d'exterminar tota la família, el seu avi i l'oncle van fugir a les muntanyes de Ponticiella amb les nenes, Hilda, que tenia cinc anys, i les seves dues germanes, de set i quatre. Posteriorment, van ser separades, Hilda va anar a viure a Bual amb la seva tia Guillermina, també mestra i, amb només nou anys, ja la va ajudar en les seves classes. Després, va estudiar pedagogia i també es va convertir en mestra i directora d'escola.
Durant la Dictadura franquista, Farfante va viure amb la por de les represàlies. Ja en democràcia, es va dedicar a la recuperació de la memòria històrica i a buscar les restes dels seus pares. El 1984, amb fons propis i de la seva família, va fer realitzar un tast en la zona de la Vega del Rey on es suposava que hi podria haver les despulles dels seus pares, encara que la recerca no va tenir èxit.
En 2020, durant la redacció de la nova Llei de Memòria Històrica d'Espanya, Farfante va enviar una carta al president del Govern Pedro Sánchez amb propostes concretes per a poder localitzar les persones desaparegudes durant la Guerra Civil espanyola i el Franquisme i, va incloure una petició personal amb les indicacions dels llocs en els quals creia que els seus pares podrien haver estat enterrats. El 2021, després de l'aprovació de la llei, el Govern del Principat d'Astúries va iniciar una nova recerca, però tampoc es van trobar els cadàvers de Balbina i Ceferino.

## Reconeixements
El 2008, l'ajuntament de Basullo va retre un homenatge a la memòria dels mestres Ceferino Farfante i Balbina Gayo, dedicant-los-hi un monòlit.El 2013, Pilar López Solano va recollir el testimoniatge de Hilda Farfante en el documental Las maestras de la República, guanyador del Premi Goya al millor documental. El 2017, l'Associació 13 Roses d'Astúries va concedir a Farfante el premi anual per la seva tasca de recuperació de la memòria històrica. Aquell mateix any, va ser reconeguda amb el Premi a les Llibertats Rafael del Riego, impulsat pels Ajuntaments de Tineo, a Astúries, i Las Cabezas de San Juan, a la província de Sevilla. El 30 d'octubre de 2022, en el quaranta-quatrè aniversari  la Constitució espanyola, va rebre, juntament amb altres víctimes de la repressió  franquista, un homenatge d'estat per part del govern espanyol, presidit per Pedro Sánchez.